# Enrique Gran
Enrique Gran (Santander 1928- Madrid 1999) foi um pintor espanhol.
Desde pequeno demonstrou habilidade para o desenho e a pintura. Realizou sua primeira formação artística na Escuela de Artes y Oficios de Santander, na que ingressou em 1940. 